# Oud-Egyptisch leger
Het Oudegyptische leger was vanaf het Oude Rijk – en vermoedelijk zelfs vroeger – tot de inval van de Hyksos in Neder-Egypte een leger van dienstplichtige boeren en ambachtslieden, geleid door onderling rivaliserende Egyptische edellieden. Vanaf het Oude Rijk nam het Oudegyptische leger ook huurlingen in dienst, waarvoor zelfs verdragen afgesloten werden met buitenlandse leiders. De meeste Egyptenaren in het Oude Rijk durfden geen buitenlandse expedities aan, omdat ze vreesden in het buitenland te sneuvelen en niet de vereiste begrafenisrites te krijgen. Daarom werden buitenlandse huurlingen ingehuurd om te vechten in het buitenland. 
Het leger moest vooral burgeroorlogen uitvechten en trok soms ook op tegen het zuidelijk gelegen Nubië. De bewapening van dit Egyptische leger was behoorlijk primitief en weinig efficiënt, maar de Egyptenaren vochten maar zelden tegen andere tegenstanders dan Egyptenaren. Daarnaast waren er echter wel elite-eenheden zoals de paleiswacht, de grenswacht en begeleiders van vrachtschepen, die beter op de strijd voorbereid waren.

## Hervorming van het leger in het Nieuwe Rijk
Na de verdrijving van de Hyksos en de stichting van het Nieuwe Rijk werd het Egyptische leger grondig hervormd op gebied van bewapening en indeling. Deze evolutie begon al onder de Thebaanse zeventiende en achttiende dynastieën. Omdat men langere veldtochten ondernam, werd een leger van dienstplichtigen onpraktisch en werd een beroepsleger ingericht. De edelen werden aangesteld als officieren in strijdwagens die in dichte formatie met de farao onder hun rangen ten strijde reden. Er waren genietroepen met zware schilden die stormrammen en stormladders gebruikten, en na de verovering van Koesj ook Nubische stoottroepen en boogschutters zoals de Medjay.
Doordat het leger niet langer meer op de oude sociale structuren gebaseerd was, kon men voortaan carrière maken zoals blijkt uit de openlijke dankbetuigingen aan het adres van sommige soldaten in inscripties. Uit de rangen van het leger kwamen zelfs farao's zoals Horemheb en Ramses I, terwijl anderen zich lieten omringen door oud-soldaten wier loyaliteit zekerder was dan die van de oude adel.